# Tunezja w Konkursie Piosenki Eurowizji
Tunezja zgłosiła chęć udziału w Konkursie Piosenki Eurowizji w 1977 roku, który odbywał się w Londynie. Kraj ten wylosował wówczas czwartą pozycję startową. Debiut Tunezji na Eurowizji nie doszedł jednak do skutku z powodu wycofania się telewizji tunezyjskiej z udziału w tej imprezie. Oficjalne przyczyny takiej decyzji nie zostały podane. Przypuszcza się, że przyczyną mógł być udział Izraela w konkursie.
W podobnych okolicznościach z debiutanckiego udziału w konkursie w roku 2005 wycofał się Liban. 
Jedynym dotąd krajem afrykańskim, jaki kiedykolwiek wziął udział w Konkursie Piosenki Eurowizji, było Maroko.